# Blekgul trattkaktus
Blekgul trattkaktus (Eriosyce umadeave) är en art inom trattkaktussläktet och familjen kaktusväxter, som har sin naturliga utbredning i Argentina.

## Beskrivning
Blekgul trattkaktus är en klotformad kaktus som blir upp till 40 centimeter hög och 10 till 25 centimeter i diameter. Den är uppdelad i 16 till 27 vårtindelade åsar. Längs åsarna sitter 20 till 35 taggar som inte är uppdelade i centraltaggar och radiärtaggar. Blommorna utvecklas ur gamla areoler, är blekgula och blir från 3 till 3,5 centimeter i diameter. Frukten är blekbrun och 1,5 till 2 centimeter i diameter.

## Synonymer
Friesia umadeave Frič ex Kreuz. 1929
Echinocactus umadeave Werderm. 1931
Pyrrhocactus umadeave (Werderm.) Backeb. 1935
Neoporteria umadeave (Werderm.) Donald & G.D.Rowley 1966